# Pilot Grove
Pilot Grove è un comune degli Stati Uniti d'America, situato nello Stato del Missouri, diviso tra la contea di Cooper.